# Mladen Barbarić (pisac)
Fra Mladen Barbarić (Ilok, 17. lipnja 1873. – Zemun, 5. rujna 1936.) je bio hrvatski franjevac, književnik i povjesničar. Pisao je pjesme.

Pripada skupini srijemskih pisaca, i kao takvog ga se uzima u književnim analizama, iako je bio bunjevačkog podrijetla.
Studirao je u južnougarskom gradu Baji bogoslovlje i filozofiju. U istom se gradu zaredio za franjevca. Duhovničke dužnosti je obavljao po Kraljevini Hrvatskoj i Slavoniji, u Cerniku, Koprivnici, Iloku, Osijeku, a na kraju je bio svećenikom u Zemunu, gdje je 1936. umro.
Dijelom je čelne skupine trećeg naraštaja franjevaca, koju je činio zajedno s Antom Evetovićem, Matom Ivaniševićem i Ivanom Rafaelom Rodićem. 

Barbarić je, kao cijeli taj naraštaj bunjevačkih i slavonskih franjevaca, vrlo zaslužan za očuvanje hrvatske samosvijesti i hrvatskog jezika među Hrvatima u Bačkoj u vrijeme kad je bila najbolnija i najteža borba protiv nasilnih asimilatorskih procesa kod europskih naroda koji su izvan matične države. U tom pravcu, Barbarić je, kao i cijeli taj naraštaj, ustrajao na stvaranju i održavanju snažnih i čvrstih veza bačkih Hrvata i Hrvatske, djelujući na kulturnom polju.
Surađivao je s časopisom Neven i Subotičkom Danicom.
Kao književnik je pisao drame, novele, putopise, lirske i epske pjesme.

## Vanjske poveznice
- Matica hrvatska  Arhivirana inačica izvorne stranice od 29. srpnja 2007. (Wayback Machine) Hrvatska riječ u Srijemu - Antologija srijemskih pisaca
- Ilok - Neovisni portal grada i regije - Grad Ilok  Arhivirana inačica izvorne stranice od 21. svibnja 2008. (Wayback Machine) Iz prošlosti Iloka